# المپیا اسکات
المپیا اسکات (انگلیسی: Olympia Scott؛ زادهٔ ۵ اوت ۱۹۷۶) بازیکن بسکتبال، و سرمربی (بسکتبال) اهل ایالات متحده آمریکا است.